# André Leão
André Filipe Ribeiro Leão (Freamunde, Portugal, 20 de mayo de 1985) es un futbolista portugués que juega de centrocampista en el S. C. Freamunde de la Primera División de Oporto.

## Biografía
André Leão, que actúa de centrocampista central, empezó jugando en un equipo de su localidad natal, el SC Freamunde. En 2005 ficha por el Fútbol Club Oporto, aunque para jugar con las categorías inferiores.
En 2006 se marcha al Sport Clube Beira-Mar. Esa temporada el objetivo era la permanencia, aunque el equipo acabó descendiendo a segunda división.
Ese verano André Leão emigra a Rumania, donde se une a su actual club, el CFR Cluj, que tuvo que realizar un desembolso económico de 0,5 millones de euros para poder hacerse con sus servicios. Este equipo realiza una muy buena |temporada 2009-2010, conquistando los primeros títulos en la historia del club: una Liga y una Copa de Rumania. En 2010 vuelve a su país para jugar por el Paços de Ferreira de la Primera División de Portugal.
El 12 de junio de 2014 el Real Valladolid anuncia su fichaje por tres temporadas.
Después de tres temporada en el conjunto vallisoletano, en el verano de 2017, por motivos personales, regresa al Paços de Ferreira.
En 2019, después de terminar contrato con el Paços de Ferreira jugo durante una temporada y media en C. D. Trofense.
En enero de 2021 marchó al Varzim S. C. donde estuvo otra temporada y media hasta que en el mercado de fichajes de verano del 2022 fichó por S. C. Salgueiros, equipo donde milita a día de hoy.

## Clubes
| Club                    | País          | Año           | PJ  | G |
| ----------------------- | ------------- | ------------- | --- | - |
| S. C. Freamunde         | Portugal      | 2004-2005     |     |   |
| F. C. Oporto "B"        | Portugal      | 2005-2006     |     |   |
| S. C. Beira-Mar         | Portugal      | 2006-2007     | 24  | 2 |
| CFR Cluj                | Rumania       | 2007-2010     | 30  | 0 |
| F. C. Paços de Ferreira | Portugal      | 2010-2014     | 144 | 4 |
| Real Valladolid C. F.   | España        | 2014-2017     | 107 | 0 |
| F. C. Paços de Ferreira | Portugal      | 2017-2019     | 36  | 1 |
| C. D. Trofense          | Portugal      | 2020-2021     | 13  | 0 |
| Varzim S. C.            | Portugal      | 2021-2022     | 43  | 0 |
| S. C. Salgueiros        | Portugal      | 2022-2023     | 21  | 0 |
| Leça F. C.              | Portugal      | 2023-2024     |     |   |
| S. C. Freamunde         | Portugal      | 2024-Act.     |     |   |
| Total carrera           | Total carrera | Total carrera | 418 | 7 |

### Estadísticas
Actualizado al último partido jugado el 2 de abril de 2023.
| Club                             | Temporada                         | Liga                              | Liga     | Liga  | Liga        | Copa     | Copa  | Copa        | Copa de la liga | Copa de la liga | Copa de la liga | Competición internacional | Competición internacional | Competición internacional | Total    | Total | Total       |
| Club                             | Temporada                         | Categoría                         | Partidos | Goles | Asistencias | Partidos | Goles | Asistencias | Partidos        | Goles           | Asistencias     | Partidos                  | Goles                     | Asistencias               | Partidos | Goles | Asistencias |
| -------------------------------- | --------------------------------- | --------------------------------- | -------- | ----- | ----------- | -------- | ----- | ----------- | --------------- | --------------- | --------------- | ------------------------- | ------------------------- | ------------------------- | -------- | ----- | ----------- |
| S. C. Beira-Mar Portugal         | 2006-2007                         | Primeira Liga                     | 20       | 2     | 0           | 4        | 0     | 0           | -               | -               | -               | -                         | -                         | -                         | 24       | 2     | 0           |
| S. C. Beira-Mar Portugal         | Total con S. C. Beira-Mar         | Total con S. C. Beira-Mar         | 20       | 2     | 0           | 4        | 0     | 0           | -               | -               | -               | -                         | -                         | -                         | 24       | 2     | 0           |
| CFR Cluj · Rumania               | 2007-2008                         | Liga I                            | 15       | 0     | 0           | -        | -     | -           | -               | -               | -               | 1                         | 0                         | 0                         | 16       | 0     | 0           |
| CFR Cluj · Rumania               | 2008-2009                         | Liga I                            | 5        | 0     | 0           | 1        | 0     | 0           | -               | -               | -               | -                         | -                         | -                         | 7        | 0     | 0           |
| CFR Cluj · Rumania               | 2009-2010                         | Liga I                            | 5        | 0     | 0           | -        | -     | -           | -               | -               | -               | 3                         | 0                         | 0                         | 8        | 0     | 0           |
| CFR Cluj · Rumania               | Total con CFR Cluj                | Total con CFR Cluj                | 25       | 0     | 0           | 1        | 0     | 0           | -               | -               | -               | 4                         | 0                         | 0                         | 30       | 0     | 0           |
| F. C. Paços de Ferreira Portugal | 2009-2010                         | Primeira Liga                     | 5        | 0     | 0           | 1        | 0     | 0           | -               | -               | -               | -                         | -                         | -                         | 6        | 0     | 0           |
| F. C. Paços de Ferreira Portugal | 2010-2011                         | Primeira Liga                     | 25       | 1     | 0           | 2        | 0     | 0           | 7               | 0               | 0               | -                         | -                         | -                         | 34       | 1     | 0           |
| F. C. Paços de Ferreira Portugal | 2011-2012                         | Primeira Liga                     | 27       | 0     | 1           | 1        | 0     | 0           | 3               | 0               | 0               | -                         | -                         | -                         | 31       | 0     | 1           |
| F. C. Paços de Ferreira Portugal | 2012-2013                         | Primeira Liga                     | 29       | 2     | 1           | 5        | 0     | 0           | 5               | 0               | 0               | -                         | -                         | -                         | 39       | 2     | 1           |
| F. C. Paços de Ferreira Portugal | 2013-2014                         | Primeira Liga                     | 23       | 0     | 0           | 2        | 0     | 0           | 2               | 0               | 0               | 7                         | 1                         | 0                         | 34       | 1     | 0           |
| Real Valladolid · España         | 2014-15                           | 2.ª División Española             | 37(1)    | 0     | 4           | -        | -     | -           | -               | -               | -               | -                         | -                         | -                         | 37       | 0     | 4           |
| Real Valladolid · España         | 2015-16                           | 2.ª División Española             | 31       | 0     | 0           | 0        | 0     | 0           | -               | -               | -               | -                         | -                         | -                         | 31       | 0     | 0           |
| Real Valladolid · España         | 2016-17                           | 2.ª División Española             | 37       | 0     | 1           | 2        | 0     | 0           | -               | -               | -               | -                         | -                         | -                         | 39       | 0     | 1           |
| Real Valladolid · España         | Total con Real Valladolid         | Total con Real Valladolid         | 105      | 0     | 5           | 2        | 0     | 0           | -               | -               | -               | -                         | -                         | -                         | 107      | 0     | 5           |
| F. C. Paços de Ferreira Portugal | 2017-18                           | Primeira Liga                     | 18       | 0     | 0           | -        | -     | -           | 4               | 0               | 0               | -                         | -                         | -                         | 22       | 0     | 0           |
| F. C. Paços de Ferreira Portugal | 2018-19                           | 2.ª División Portuguesa           | 12       | 0     | 0           | -        | -     | -           | 1               | 1               | 0               | -                         | -                         | -                         | 13       | 1     | 0           |
| F. C. Paços de Ferreira Portugal | 2019-20                           | Primeira Liga                     | 0        | 0     | 0           | -        | -     | -           | 1               | 0               | 0               | -                         | -                         | -                         | 1        | 0     | 0           |
| F. C. Paços de Ferreira Portugal | Total con F. C. Paços de Ferreira | Total con F. C. Paços de Ferreira | 139      | 3     | 2           | 11       | 0     | 0           | 23              | 1               | 0               | 7                         | 1                         | 0                         | 180      | 5     | 2           |
| C. D. Trofense Portugal          | 2019-20                           | 4.ª División Portuguesa           | 4        | 0     | 0           | -        | -     | -           | -               | -               | -               | -                         | -                         | -                         | 4        | 0     | 0           |
| C. D. Trofense Portugal          | 2020-21                           | 4.ª División Portuguesa           | 6        | 0     | 0           | 3        | 0     | 0           | -               | -               | -               | -                         | -                         | -                         | 9        | 0     | 0           |
| C. D. Trofense Portugal          | Total con C. D. Trofense          | Total con C. D. Trofense          | 10       | 0     | 0           | 3        | 0     | 0           | -               | -               | -               | -                         | -                         | -                         | 13       | 0     | 0           |
| Varzim S. C. Portugal            | 2020-21                           | 2.ª División Portuguesa           | 16       | 0     | 0           | -        | -     | -           | -               | -               | -               | -                         | -                         | -                         | 16       | 0     | 0           |
| Varzim S. C. Portugal            | 2021-22                           | 2.ª División Portuguesa           | 25       | 0     | 0           | 2        | 0     | 0           | -               | -               | -               | -                         | -                         | -                         | 27       | 0     | 0           |
| Varzim S. C. Portugal            | Total con Varzim S. C.            | Total con Varzim S. C.            | 41       | 0     | 0           | 2        | 0     | 0           | -               | -               | -               | -                         | -                         | -                         | 43       | 0-    | 0           |
| S. C. Salgueiros Portugal        | 2022-23                           | 4.ª División Portuguesa           | 20       | 0     | 0           | 1        | 0     | 0           | -               | -               | -               | -                         | -                         | -                         | 6        | 0     | 0           |
| S. C. Salgueiros Portugal        | Total con S. C. Salgueiros        | Total con S. C. Salgueiros        | 20       | 0     | 0           | 1        | 0     | 0           | -               | -               | -               | -                         | -                         | -                         | 21       | 0     | 0           |
| Total carrera                    | Total carrera                     | Total carrera                     | 360      | 5     | 7           | 23       | 0     | 0           | 23              | 1               | 0               | 11                        | 1                         | 0                         | 418      | 7     | 7           |

## Palmarés

### Títulos nacionales
| Título               | Club     | País    | Año  |
| -------------------- | -------- | ------- | ---- |
| Liga I               | CFR Cluj | Rumania | 2008 |
| Copa de Rumania      | CFR Cluj | Rumania | 2008 |
| Copa de Rumania      | CFR Cluj | Rumania | 2009 |
| Supercopa de Rumania | CFR Cluj | Rumania | 2009 |
| Liga I               | CFR Cluj | Rumania | 2010 |